# Dietzenrode

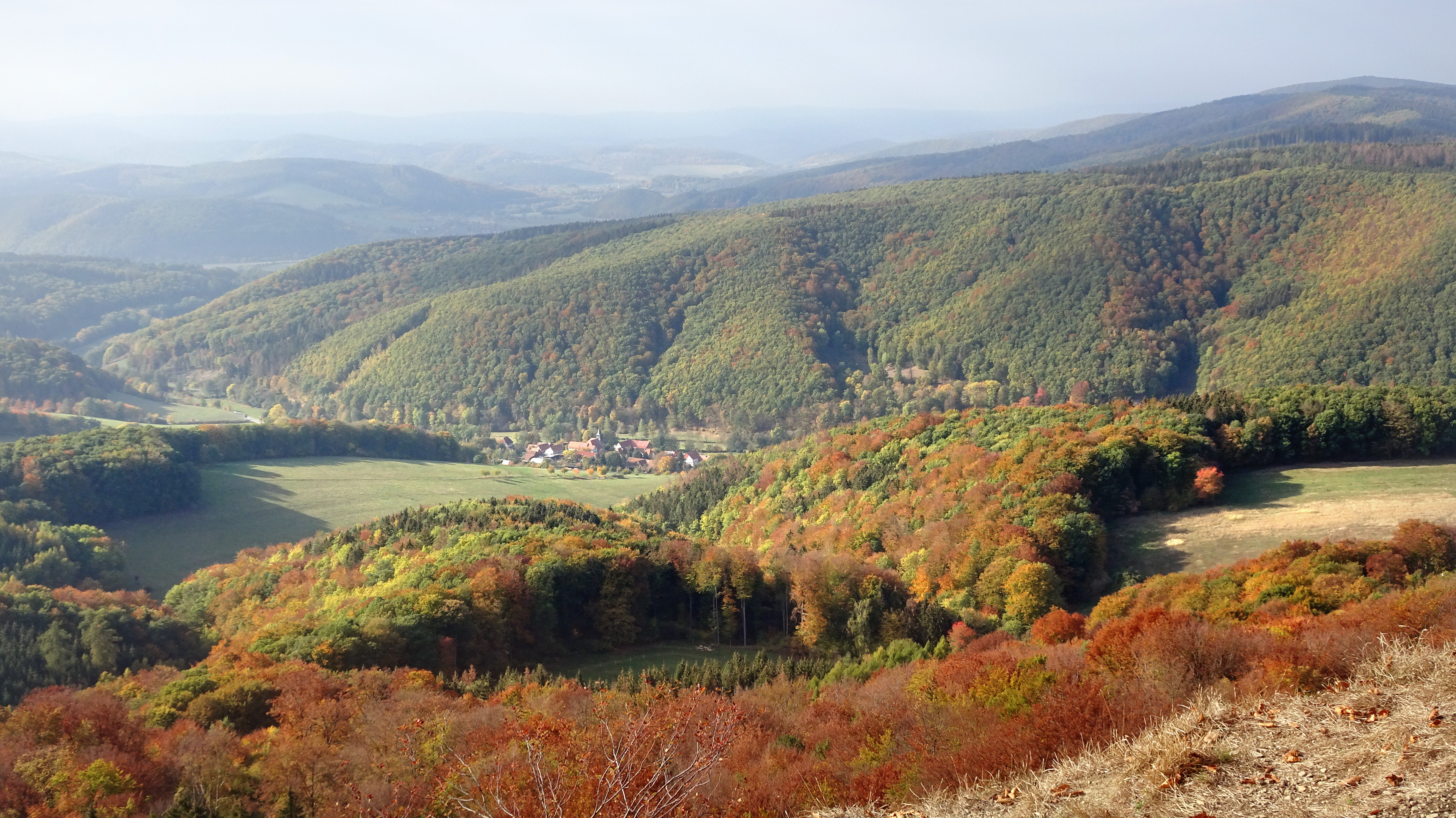
Blick vom Dietzenröder Stein auf Dietzenrode im Walsetal

Dietzenrode ist ein Ortsteil der Gemeinde Dietzenrode/Vatterode im Landkreis Eichsfeld in Thüringen.

## Lage
Dietzenrode liegt im Walsetal und wird begrenzt von dem Dietzenröder Stein und durch den Höheberg gleich hinter dem Dorf. Die Walse mündet nahe dem Ort in die Werra. Das Dorf wird verkehrsmäßig von der Landesstraße 1003 erschlossen. Diese Straße führt durch das enge Tal und verbindet beide Partnerdörfer miteinander.

## Geschichte
Am 15. September 1288 wurde das Dorf erstmals urkundlich genannt. Ursprünglich unterstand das Dorf der Abtei Fulda. Diese gab den Ort zu Lehen in andere Hände, die oft gewechselt haben. Zunächst hatten es die Grafen von Eberstein und die Landgrafen von Hessen zu Lehen, im 14. Jahrhundert kurzzeitig die Herren von Worbis und Marchia. 1357 erhielten die Herren von Hanstein den Ebersteiner Anteil und 1374 auch Anteil von Hugo und Otto von Marchia. 1376 überfiel der Landgraf Hermann von Hessen das Dorf. Mit dem Grenzvertrag von 1583 entsagte Hessen seine Ansprüche am Ort gegenüber Kurmainz. Das Dorf gehörte dann bis 1849 zum Hansteinischen Gesamtgericht. Dietzenrode gehörte bis 1849 zum Gesamtgericht derer von Hanstein. In der Reformationszeit wurde der Ort evangelisch. Darüber berichtet die Dorfchronik ausführlich.
Am 1. Juli 1950 wurde Vatterode nach Dietzenrode eingemeindet. Die Gemeinde Dietzenrode wurde am 15. März 1974 in die Gemeinde Wüstheuterode eingegliedert. Am 1. Juni 1990 wurden die Orte Dietzenrode und Vatterode aus Wüstheuterode ausgegliedert. Sie bildeten nun mehr die neue Gemeinde Dietzenrode/Vatterode.

## Sehenswürdigkeiten
- Dorfkirche St. Nikolai
- Der historische Ortskern wurde im Juni 2018 als Denkmalensemble in das Denkmalbuch des Freistaates Thüringen eingetragen.[5]